# Parti pour une vie libre au Kurdistan
Le Parti pour une vie libre au Kurdistan (PJAK, arabe : پارتی ژیانی ئازادی  کوردستان, kurde : Partiya Jiyana Azad a Kurdistanê) est une organisation qui lutte contre le régime iranien. Elle est considérée terroriste par les États-Unis.

## Présentation
Le PJAK a été créé au printemps 2004 à la suite de son premier congrès. Son président est Haji Ahmadi. Son chef militaire est Sherzad Kemanger. Il revendique lutter pour une société fonctionnant sur les principes du confédéralisme démocratique, autogestionnaire, anticapitaliste, féministe et écologique.
En novembre 2008, l'agence de presse de la République islamique d'Iran (IRNA) et plusieurs médias iraniens ont annoncé la dissolution du PJAK. Aussitôt, le PJAK a démenti par un communiqué de presse dans lequel il affirme que cet acte est une fabrication du régime iranien et qu'il fait partie de la guerre psychologique.
Depuis 2007, le PJAK fait partie de la structure faîtière organisationnelle de la Koma Civakên Kurdistan (« Union des communautés du Kurdistan »), au même titre que le Parti des travailleurs du Kurdistan turc, le Parti de l'union démocratique syrien ou le Parti de la solution démocratique du Kurdistan irakien, ainsi que de nombreuses autres organisations de la société civile kurde.

### Forces armées
Le PJAK dispose d'une branche armée de quelque 3 000 combattants mais ne privilégie pas l'option militaire. Les combats avec les militaires iraniens sont très rares depuis 2011.
Les unités armées du PJAK portent le nom de HRK, Forces de l'Est du Kurdistan (Hêzên Rojhilatê Kurdistan).
L'organisation est placée sur la liste officielle des organisations terroristes des États-Unis.